# Canton d'Amiens-2
Le canton d'Amiens-2 est une circonscription électorale française du département de la Somme.

## Histoire
Un nouveau découpage territorial de la Somme entre en vigueur à l'occasion des premières élections départementales suivant le décret du 26 février 2014. Les conseillers départementaux sont, à compter de ces élections, élus au scrutin majoritaire binominal mixte. Les électeurs de chaque canton élisent au Conseil départemental, nouvelle appellation du Conseil général, deux membres de sexe différent, qui se présentent en binôme de candidats. Les conseillers départementaux sont élus pour 6 ans au scrutin binominal majoritaire à deux tours, l'accès au second tour nécessitant 12,5 % des inscrits au 1er tour. En outre la totalité des conseillers départementaux est renouvelée. Ce nouveau mode de scrutin nécessite un redécoupage des cantons dont le nombre est divisé par deux avec arrondi à l'unité impaire supérieure si ce nombre n'est pas entier impair, assorti de conditions de seuils minimaux. Dans la Somme, le nombre de cantons passe ainsi de 46 à 23.
Le canton d'Amiens-2 est formé de communes des anciens cantons de Amiens 8e (Nord) (2 communes) et de Villers-Bocage (8 communes) et d'une fraction de la commune d'Amiens. Il est entièrement inclus dans l'arrondissement d'Amiens. Le bureau centralisateur est situé à Amiens.

## Représentation
| Période élective | Période élective | Mandat | Mandat   | Identité        | Nuance | Nuance | Qualité |
| ---------------- | ---------------- | ------ | -------- | --------------- | ------ | ------ | --- |
| 2015             | 2021             | 2015   | 2021     | Zohra Darras    |        | PS     | Médiatrice administrative Amiens Métropole |
| 2015             | 2021             | 2015   | 2021     | Francis Lec     |        | PS     | Avocat à la Cour - Ancien bâtonnier, de l'Ordre des avocats Président du groupe "Somme à gauche" Ancien conseiller général du Canton d'Amiens 8e (Nord) (1985-2015) |
| 2021             | 2028             | 2021   | en cours | Zohra Darras    |        | PS     | Conseillère sortante, conseillère municipale d'Allonville |
| 2021             | 2028             | 2021   | en cours | Frédéric Fauvet |        | PS     | Délégué général d'une organisation professionnelle |

### Résultats détaillés

#### Élections de juin 2021
Le premier tour des élections départementales de 2021 est marqué par un très faible taux de participation (33,26 % au niveau national). Dans le canton d'Amiens-2, ce taux de participation est de 28,82 % (4 175 votants sur 14 487 inscrits) contre 36,82 % au niveau départemental. À l'issue de ce premier tour, deux binômes sont en ballottage : Zohra Darras et Frédéric Fauvet (Union à gauche avec des écologistes, 29,58 %) et Anne Deflesselle et Azouz Hamdane (Union au centre et à droite, 24,48 %).
Le second tour des élections est marqué une nouvelle fois par une abstention massive équivalente au premier tour. Les taux de participation sont de 34,36 % au niveau national, 36,7 % dans le département et 29,53 % dans le canton d'Amiens-2. Zohra Darras et Frédéric Fauvet (Union à gauche avec des écologistes) sont élus avec 54,58 % des suffrages exprimés (2 073 voix pour 4 277 votants et 14 486 inscrits),,. 

### Élections

#### 2015
| Candidats            | Candidats              | Partis      | Partis      | Premier tour | Premier tour | Second tour | Second tour |
| Candidats            | Candidats              | Partis      | Partis      | Voix         | %            | Voix        | %           |
| -------------------- | ---------------------- | ----------- | ----------- | ------------ | ------------ | ----------- | ----------- |
| 1                    | Sylvie Chopin          |             | FN          | 1 764        | 28,26        | 2 358       | 39,68       |
| 1                    | Jean-Paul Montigny     |             | FN          | 1 764        | 28,26        | 2 358       | 39,68       |
| 2                    | Zohra Darras           |             | PS          | 1 604        | 25,69        | 3 584       | 60,32       |
| 2                    | Francis Lec*           |             | PS          | 1 604        | 25,69        | 3 584       | 60,32       |
| 3                    | Anne-Sophie Domont     |             | DVD         | 1 468        | 23,51        |             |             |
| 3                    | Azouz Hamdane          |             | UDI         | 1 468        | 23,51        |             |             |
| 4                    | Francine Briault       |             | DVD         | 767          | 12,29        |             |             |
| 4                    | Vladimir Mendes-Borges |             | MoDem       | 767          | 12,29        |             |             |
| 5                    | Fabienne Debeauvais    |             | COM         | 323          | 5,17         |             |             |
| 5                    | Jean-Michel Joly       |             | DVG         | 323          | 5,17         |             |             |
| 6                    | Philippe Corne         |             | DLF         | 317          | 5,08         |             |             |
| 6                    | Yvette Macqueron       |             | DLF         | 317          | 5,08         |             |             |
|                      |                        |             |             |              |              |             |             |
| Inscrits             | Inscrits               | Inscrits    | Inscrits    | 14 731       | 100,00       | 14 726      | 100,00      |
| Abstentions          | Abstentions            | Abstentions | Abstentions | 8 167        | 55,44        | 8 011       | 54,40       |
| Votants              | Votants                | Votants     | Votants     | 6 564        | 44,56        | 6 715       | 45,60       |
| Blancs               | Blancs                 | Blancs      | Blancs      | 226          | 3,44         | 570         | 8,49        |
| Nuls                 | Nuls                   | Nuls        | Nuls        | 95           | 1,45         | 203         | 3,02        |
| Exprimés             | Exprimés               | Exprimés    | Exprimés    | 6 243        | 95,11        | 5 942       | 88,49       |
| * conseiller sortant |                        |             |             |              |              |             |             |

## Composition
| Nom                            | Code Insee | Intercommunalité               | Superficie (km2) | Population (dernière pop. légale)                 | Densité (hab./km2) | Modifier                                    |
| ------------------------------ | ---------- | ------------------------------ | ---------------- | ------------------------------------------------- | ------------------ | ------------------------------------------- |
| Amiens (bureau centralisateur) | 80021      | CA Amiens Métropole            | 49,76            | Fraction : 15 603 (2022) Commune : 134 780 (2022) | 2 709              | modifier les données · modifier les données |
| Allonville                     | 80020      | CA Amiens Métropole            | 10,37            | 777 (2022)                                        | 75                 | modifier les données · modifier les données |
| Bertangles                     | 80092      | CA Amiens Métropole            | 8,57             | 797 (2022)                                        | 93                 | modifier les données · modifier les données |
| Cardonnette                    | 80173      | CA Amiens Métropole            | 5,46             | 514 (2022)                                        | 94                 | modifier les données · modifier les données |
| Coisy                          | 80202      | CC du Territoire Nord Picardie | 6,08             | 381 (2022)                                        | 63                 | modifier les données · modifier les données |
| Montonvillers                  | 80565      | CC du Territoire Nord Picardie | 1,48             | 86 (2022)                                         | 58                 | modifier les données · modifier les données |
| Poulainville                   | 80639      | CA Amiens Métropole            | 12,60            | 1 310 (2022)                                      | 104                | modifier les données · modifier les données |
| Querrieu                       | 80650      | CA Amiens Métropole            | 10,03            | 621 (2022)                                        | 62                 | modifier les données · modifier les données |
| Rainneville                    | 80661      | CC du Territoire Nord Picardie | 7,11             | 1 085 (2022)                                      | 153                | modifier les données · modifier les données |
| Saint-Gratien                  | 80704      | CC du Territoire Nord Picardie | 6,95             | 386 (2022)                                        | 56                 | modifier les données · modifier les données |
| Villers-Bocage                 | 80798      | CC du Territoire Nord Picardie | 14,17            | 1 509 (2022)                                      | 106                | modifier les données · modifier les données |
| Canton d'Amiens-2              | 8007       |                                |                  | 23 069 (2022)                                     |                    | modifier les données                        |

Le canton d'Amiens-2 comprend :
1. dix communes,
2. la partie de la commune d'Amiens située à l'est et au nord d'une ligne définie par l'axe des voies et limites suivantes : depuis la limite territoriale de la commune de Poulainville, avenue Roger-Dumoulin, rue Franklin-Roosevelt, carrefour Georges-Clemenceau, rue Robert-Schumann, rue Winston-Churchill, rue Delalande, rue Gabriel-Fauré, rue Pierre-et-Maurice-Garet, rue René-Coty, rue de l'Abbé-Dumont, rue Lucien-Lecointe, boulevard de Roubaix, avenue de la Défense-Passive, jusqu'à la limite territoriale de la commune de Rivery.

## Démographie
En 2022, le canton comptait 23 069 habitants, en évolution de −0,03 % par rapport à 2016 (Somme : −1,26 %, France hors Mayotte : +2,11 %).
| 2013   | 2018   | 2022   |
| ------ | ------ | ------ |
| 24 023 | 22 492 | 23 069 |